# Bataille de la Loma
Pour les articles homonymes, voir La Loma (homonymie).
Expédition du Mexique
Batailles
- Fortín
- Las Cumbres
- 1er Puebla
- Barranca Seca
- Cerro del Borrego
- Tampico
- 2e Puebla
- Atlixco
- San Pablo del Monte
- San Lorenzo
- Totoapan
- Morelia
- Campeche
- Veranos
- Tacámbaro
- La Loma
- Parral
- Chihuahua
- Álamos
- Ixmiquilpan
- Bagdad
- Camargo
- Miahuatlán
- Carbonera
- Guayabo
- Villa de Álvarez
- San Jacinto
- Querétaro

La bataille de la Loma a lieu le 16 juillet 1865 dans les environs de la hacienda de la Loma, actuellement municipalité de Tacámbaro, dans l'État de Michoacán, au Mexique, entre l'armée républicaine mexicaine sous les ordres du général José María Arteaga et la légion belge commandée par le lieutenant-colonel Alfred van der Smissen, qui combat au profit de l'Empire mexicain au cours de l'expédition du Mexique. Prenant sa revanche de sa défaite de Tacámbaro subie trois mois plus tôt, la légion belge, épaulée par des renforts impérialistes mexicains remporte la victoire.

## Contexte

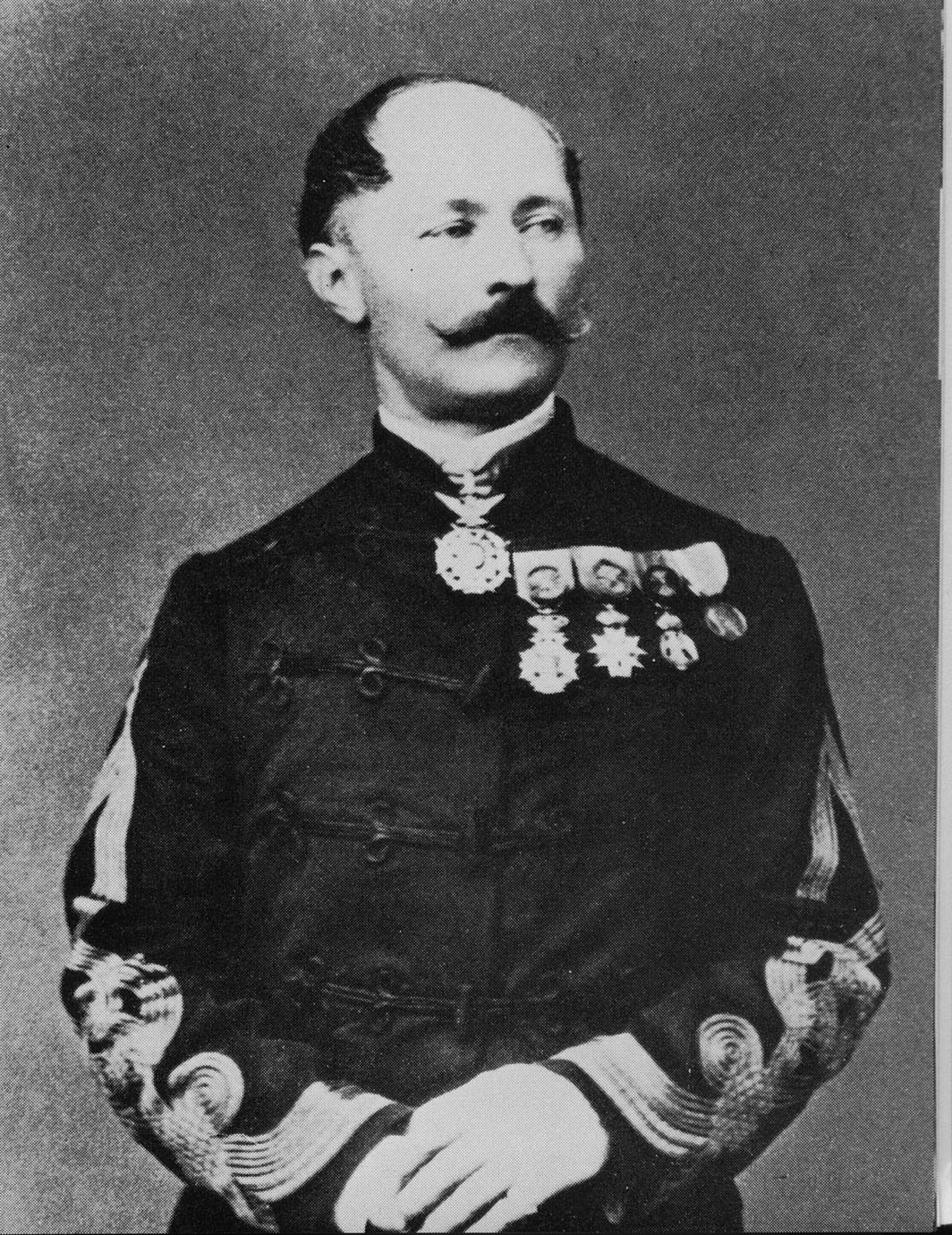
Alfred van der Smissen en 1895.

Après l'échec subi lors de la défaite de Tacámbaro en avril 1865, les troupes françaises avaient laissé au lieutenant-colonel Alfred van der Smissen le commandement militaire de l'état du Michoacán, en conservant sous ses ordres une brigade mexicaine et ses volontaires belges. Le 16 juillet 1865, à Santa Clara del Cobre, trois mois après la défaite de Tacámbaro, le lieutenant-colonel Alfred van der Smissen, apprend que le général José María Arteaga, renforcé par 1 000 hommes venus de Huetamo, occupait à nouveau Tacámbaro avec 3 500 hommes. van der Smissen quitte Santa Clara le jour même avec sa colonne belgo-mexicaine de 850 hommes.
À trois lieues de Tacámbaro, van der Smissen reçoit la confirmation que la ville est occupée et que des forces considérables occupent les hauteurs de la Loma. Afin de prévenir tout désordre et toute confusion au moment de l'attaque, van der Smissen divise ses forces en trois colonnes distinctes, dont deux d'attaque et une de réserve. La première force est composée des 1re, 2e et 4e compagnies de grenadiers, de la 1re compagnie de voltigeurs, des Zapadores (sapeurs), de l'escadron du capitaine Patcha et d'un obusier, mise sous le commandement du capitaine Léon Visart de Bocarmé. La seconde force comprend le bataillon Mendez des Colorados de Toluca et d'une pièce sous les ordres du colonel Ramón Méndez. La troisième force est composée des 5e et 6e compagnies des grenadiers, toutes deux d'un effectif très faible, de la 3e compagnie de voltigeurs, des 80 fantassins de la brigade Tapia, des 200 hommes du 3e régiment de cavalerie et de deux obusiers, est mise sous les ordres du lieutenant-colonel Rodriguez.
Ces dispositions prises, les troupes se remettent en marche à l'allure la plus vive et, à environ 2 h de l'après-midi, les troupes belgo-mexicaines couronnent le Cerro (colline) à l'est de la ville, apercevant toute l'armée d'Arteaga, rangée en bon ordre sur les trois mamelons de la Loma. Le mamelon du centre est occupé par une infanterie nombreuse suivant les deux branches d'un angle saillant très obtus, et précédée de six bouches à feu mises en batterie, de manière à battre les rampes escarpées de la position. Un bataillon, spécialement désigné pour servir de soutien à cette artillerie, se trouve en colonne entre le mamelon du centre et celui qu'occupe l'aile droite de l'ennemi. Cette aile droite est formée par un bataillon d'infanterie en bataille, appuyée d'une forte colonne de cavalerie, composée en majeure partie du régiment des grenadiers à cheval, des lanciers de Jalisco et d'une colonne mixte formée par environ 800 hommes. L'aile gauche qui couronne le mamelon dominant la route de Chupio se compose de la réserve et du bataillon des chasseurs du Michoacán. Toutes les forces ennemies s'élèvent à près de 3 000 hommes.

## Déroulement

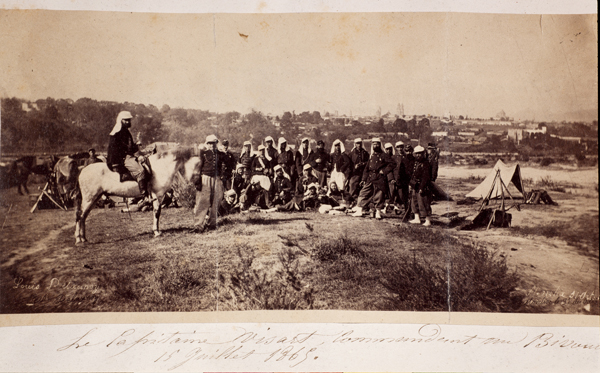
Le capitaine Léon Visart de Bocarmé bivouaquant à Morelia le 15 juillet 1865.

Ce même 16 juillet 1865, précédés par leurs chefs, les troupes belgo-mexicaines descendent au pas de course vers la colline et débouchent sur la place de Tacámbaro, d'où les premiers arrivés chassent à coups de fusil un avant-poste surpris par cette agression subite. Pendant que les deux colonnes d'attaques resserrent leurs rangs, van der Smissen se détache avec son état-major (Léon Visart de Bocarmé, Eugène Delannoy, Eugène Gouzée et Théophile Wahis), la première compagnie de voltigeurs, commandée par le lieutenant Jules Wurth, et les Zapadores, dont il forme l'avant-garde, et pousse en dehors de la ville pour reconnaître les positions de l'ennemi.
Seul un sentier étroit et difficile conduit de Tacámbaro à la Loma, il longe un petit rancho où les chasseurs du Michoacán, postés derrière les arbres et dans les fourrés envoient un feu de rifles et de carabines belges prises lors de la bataille de Tacámbaro. van der Smissen donne l'ordre au lieutenant Wurth et au commandant des Zapadores de déployer leurs compagnies en tirailleurs. Le lieutenant Wurth est immédiatement frappé d'une balle au cœur et meurt presque instantanément. Le sous-lieutenant Alfred Désiré Stoeps prend alors le commandement de la compagnie. L'ennemi commence à faire feu de ses pièces. van der Smissen dépêche le lieutenant Wahis au colonel Mendez pour lui signifier de faire avancer les colonnes d'attaque.
Après la réception de cet ordre, les Belges qui forment la première colonne, suivis par le bataillon de Mendez et l'escadron de la garde, prennent le pas de course et viennent se ranger en bataille derrière un épaulement naturel faisant face au centre des positions de l'ennemi. Les troupes d'attaque réunies, le colonel van der Smissen donne le signal de l'assaut et s'élance le premier, suivi par Visart, Gouzée, Delannoy et Wahis. Ils s'élancent à la baïonnette sur l'infanterie ennemie qui n'oppose qu'une faible résistance, se débande et prend la fuite. Le commandant de la cavalerie qui l'appuie sur la droite, tente de combattre, mais doit battre en retraite. Après le retrait de la cavalerie républicaine, les grenadiers belges se précipitent sur le mamelon du centre défendu par l'artillerie qui prend la fuite et par l'infanterie qui tente de résister, mais se disperse. À ce moment, le bataillon Mendez débouche sur le mamelon du centre et poursuit, de concert avec les soldats belges, les fuyards.
L'escadron impérial et les Colorados, appelés par van der Smissen, sont lancés sur la trace des fuyards. Pendant ce temps, la 1re compagnie de voltigeurs et les Zapadores gravissent les positions occupées par les chasseurs du Michoacán et les délogent à la baïonnette. En trois heures et après une course de huit lieues, les soldats belgo-mexicains délogent l'ennemi de toutes ses positions, le mettant en déroute complète.

## Résultats

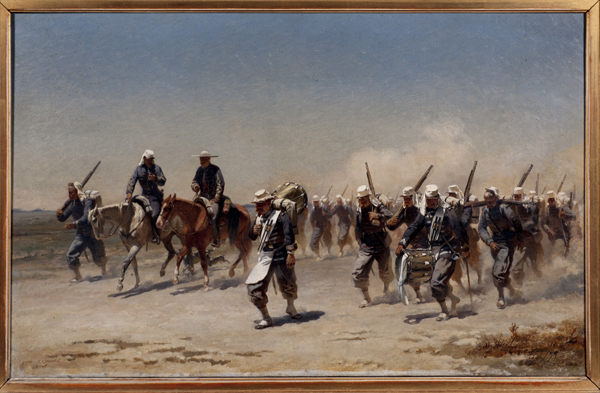
La légion belge au Mexique par Charles Dominique Oscar Lahalle (1869).

Sur le champ de bataille, gisent 300 à 400 morts, parmi lesquels se trouvent un colonel et plusieurs officiers supérieurs juáristes, ainsi qu'environ 165 prisonniers, pour la plupart grièvement blessés par les baïonnettes. De plus, les vaincus sont privés de toute leur artillerie, de toutes leurs munitions, de 100 caisses de cartouches et d'au moins 600 fusils. La pluie commençant à tomber à 5 h et demie, et la nuit approchant, empêchent les soldats belges d'emporter tous les bagages laissés par les juáristes sur le champ de bataille. Les vainqueurs, suivis de leurs prisonniers, entrent à 6 h du soir dans Tacámbaro. Le colonel van der Smissen s'empresse d'envoyer au général Bazaine un rapport sommaire de l'important fait d'armes qui venait d'avoir lieu.
La matinée du 17 juillet est consacrée à enterrer les morts et à récupérer les bagages laissés la veille sur le champ de bataille. Plusieurs blessés, que l'obscurité et les accidents de terrain empêchaient de voir furent retrouvés, engourdis de douleur, au milieu des cadavres. Le docteur L. Wuillot, seul médecin de la légion belge, dispense, sans discrimination, ses soins aux impérialistes et aux dissidents. Les officiers belges et mexicains, de même que les troupes inactives, se réunissent afin de rendre les derniers honneurs au lieutenant Jules Wurth, qu'ils inhument aux côtés du major Constant Tydgadt et des autres officiers tombés à la bataille de Tacámbaro trois mois auparavant et qu'ils déclarent avoir vengés.
Dans les rangs belgo-mexicains, les pertes sont limitées : un lieutenant du corps belge, Jules Wurth, est tué, frappé d'une balle au cœur, dix hommes du même corps sont tués ou blessés, et une douzaine d'hommes mis hors d'état de combattre. Le succès de van der Smissen, pourtant gêné par ses nombreux hommes malades ou blessés, place Arteaga dans l'impossibilité de reprendre la campagne avant quelque temps. D'autre part, sa victoire offre à van der Smissen la possibilité de procéder à un échange de prisonniers qui lui permet de récupérer ses hommes capturés à Tacámbaro.
Cependant, pour la légion belge, le coût humain global de l'expédition du Mexique est élevé : en mars 1867, seuls 775 hommes, soit environ la moitié de ses 1 500 hommes, rentrent au pays à la fin des hostilités, tandis que 17 légionnaires sont passés à l'ennemi et qu'au moins 80 déserteurs ont quitté les rangs.

## Postérité
En Belgique, deux monuments commémorant la bataille de Tacámbaro sont érigés en 1867 : l'un à Audenarde, dû au ciseau de Guillaume Geefs et l'autre à Bourg-Léopold, non loin du camp de Beverloo, qui rend également hommage aux morts de la bataille de la Loma.